# Ouranopithecus

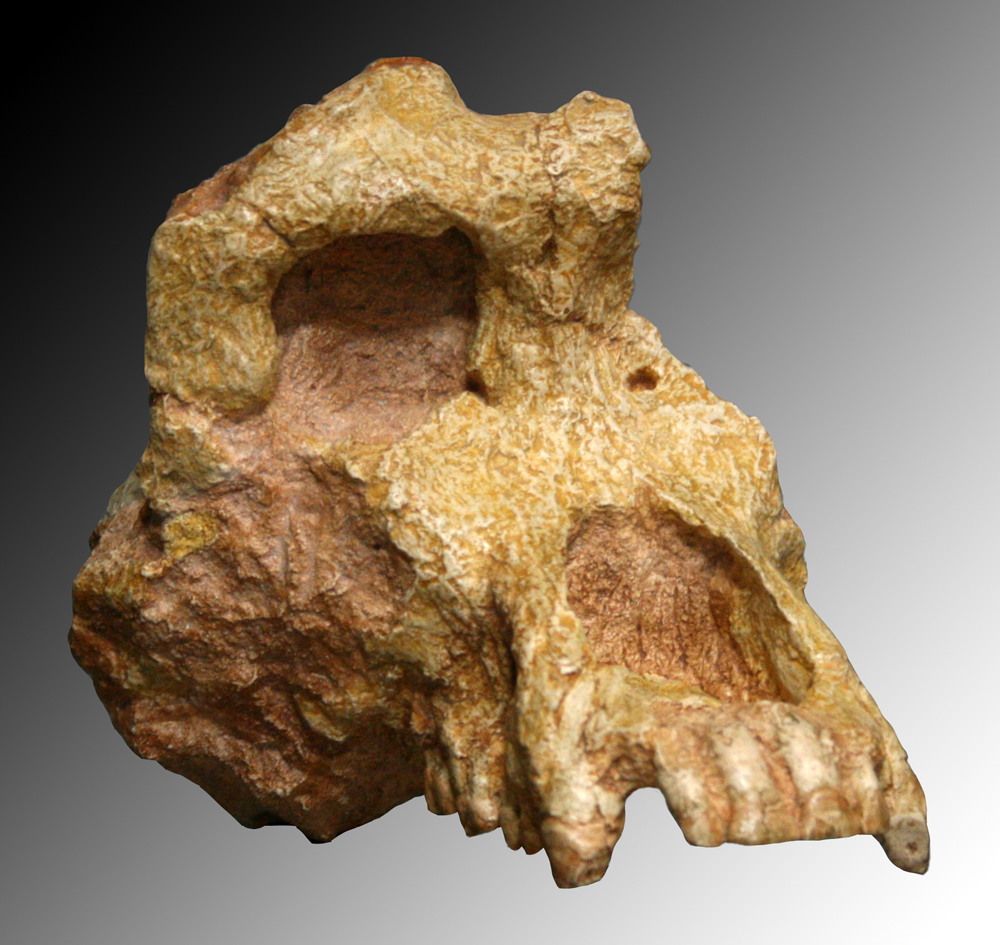
Een afgietsel van XIR-1, het meest complete fossiel van Ouranopithecus

Ouranopithecus is een geslacht van basale mensapen dat tijdens het late Mioceen leefde in het gebied van Griekenland en Turkije. In het geslacht zijn twee soorten benoemd: Ouranopithecus macedoniensis en Ouranopithecus turkae.

## Vondst en naamgeving

### Ouranopithecus macedoniensis
In 1973 werd door een Frans onderzoeksteam in het dal van de Axios, vijfentwintig kilometer ten oosten van Thessaloniki en vier kilometer ten oosten van Vathylakkos (Βαθύλακκος) op de vindplaats Ravin de la pluie een onderkaak gevonden. In 1974 werd de vondst benoemd als een nieuwe soort van Dryopithecus: Dryopithecus macedoniensis. De soortaanduiding verwijst naar de herkomst uit het gedeelte van Macedonië dat deel uitmaakt van de Griekse staat. In die tijd was het nog gangbaar om vondsten van mensapen uit het Mioceen van Europa standaard bij Dryopithecus onder te brengen.
In 1977 werd het taxon door Louis de Bonis en Jean Melentis benoemd als een apart geslacht Ouranopithecus. De geslachtsnaam is een combinatie van het Oudgrieks Οὐρανός, Ouranos, "hemelgewelf" en πίθηκος, pithèkos, "aap". Deze etymologie kan echter misleidend zijn want de naamgevers bedoelden ouranos in de dichterlijke betekenis van "neerslag", als verwijzing naar het "regenravijn" waar het fossiel aangetroffen werd. De typesoort van het geslacht is het oorspronkelijke Dryopithecus macedoniensis.
Het holotype RPl-54 is gevonden in een laag die dateert uit het Tortonien en 9,6 tot 9,3 miljoen jaar oud is. Het bestaat uit de tot een mandibula verbonden gepaarde onderkaken van een jong dier. In 1977 werden twee verdere onderkaken en een bovenkaak aan de soort toegewezen, de specimina RPl-55, RPl-56 en RPl-128, eveneens in de Ravin de pluie ontdekt.

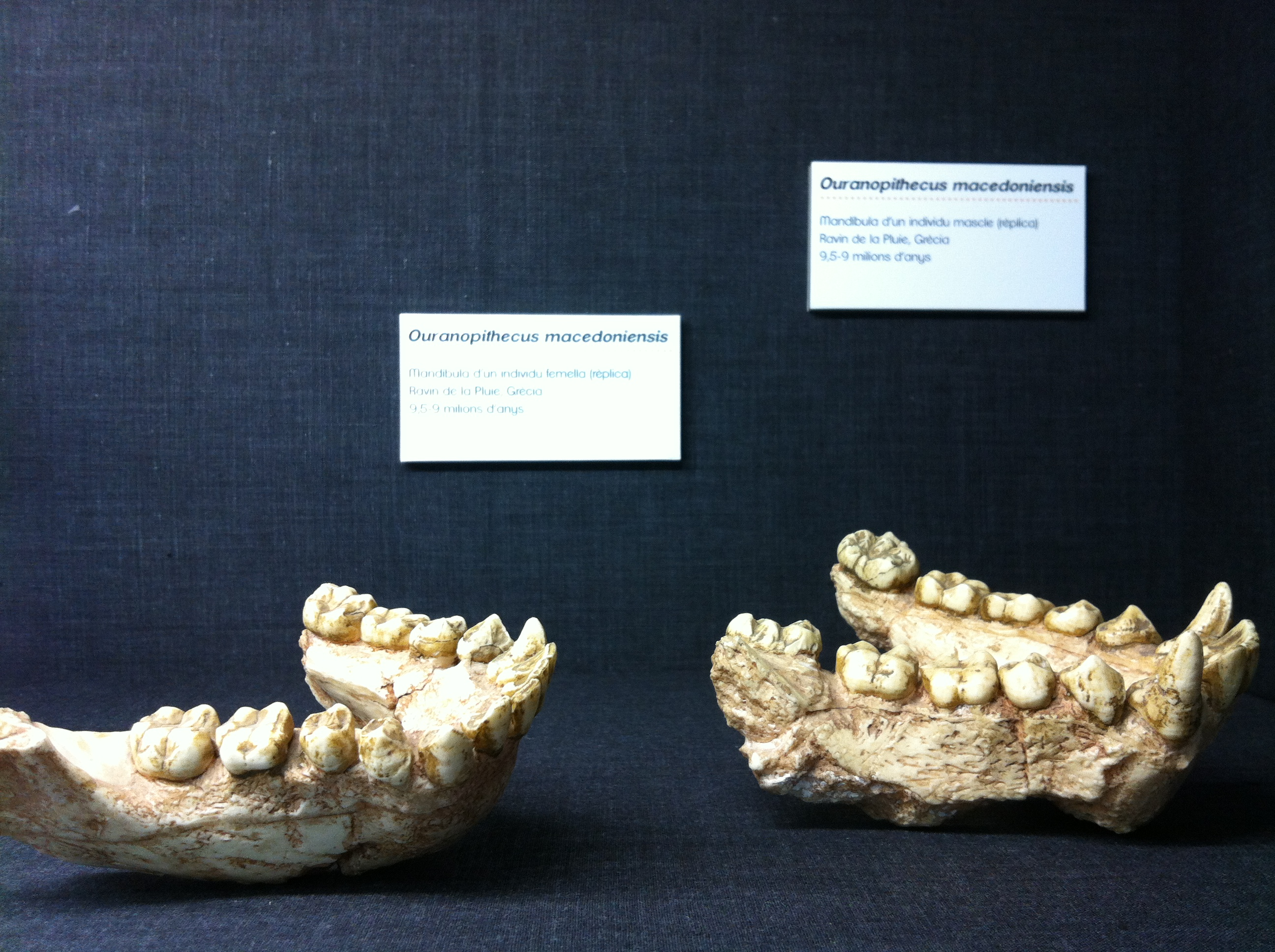
Afgietsels van onderkaken uit het Ravin de la Pluie

In 1990 werd een gezicht van een volwassen man aan de soort toegewezen gevonden op de vindplaats Xirochori 1, specimen XIR-1 in september 1989 gevonden in een laag van de Nea Messimbri-formatie. In 1993 en 1995 volgden kaakfragmenten van 1990 af aangetroffen bij Nikiti, honderd kilometer ten oosten van Thessaloniki. De fossielen uit Nikiti zijn 9,3 tot 8,7 miljoen jaar oud. Het specimen in 1995 toegewezen bestaat uit twee verbonden bovenkaaksbeenderen van een vrouw. In 2006 werd nieuw materiaal gemeld in de vorm van bovenkaken en onderkaken. Het betreft de specimina RPI-90: een linkerbovenkaak met verbonden rechterbovenkaaksbeen; RPI-78: een rechterbovenkaaksbeen; RPI-80, 81: een linkerbovenkaak en rechterbovenkaak van hetzelfde individu; RPI-89: een stel onderkaken; RPI-79: een stel onderkaken; RPI-88: een stel onderkaken; en RPI-74: een linkeronderkaak. Verder was er een groot aantal losse tanden. Postcraniaal materiaal, "achter de schedel", is nog niet aangetroffen.
In 1997 werd gesteld dat Graecopithecus freybergi identiek was aan Ouranopithecus. In dat geval heeft Graecopithecus prioriteit. De identiteit is echter later ook ontkend. Als men zou menen een aparte soort te moeten handhaven zou dat een Graecopithecus macedoniensis worden.

### Ouranopithecus turkae
Van 1997 af werden bij Çorakyerler in centraal Anatolië vondsten van mensapen gedaan. In 2001 werden die gemeld in de wetenschappelijke literatuur.
In 2007 werd door Erksin Savas Güleç, Ayla Sevim, Cesur Pehlevan en Ferhat Kaya tweede soort benoemd en beschreven: Ouranopithecus turkae. De soortaanduiding verwijst naar het volk der Turken.
Het holotype CO-205 is gevonden in een laag die 8,7 tot 7,4 miljoen jaar oud is. Het bestaat uit een stel bovenkaaksbeenderen van een volwassen exemplaar met daarin nog dertien bewaarde tanden. Twee paratypen werden aangewezen. Specimen CO-300 is een stuk onderkaak met tanden van een jong mannelijk individu. Specimen CO-710 is de onderkaak met tanden van een volwassen man. De fossielen maken deel uit van de collectie van de Universiteit van Ankara.

## Beschrijving

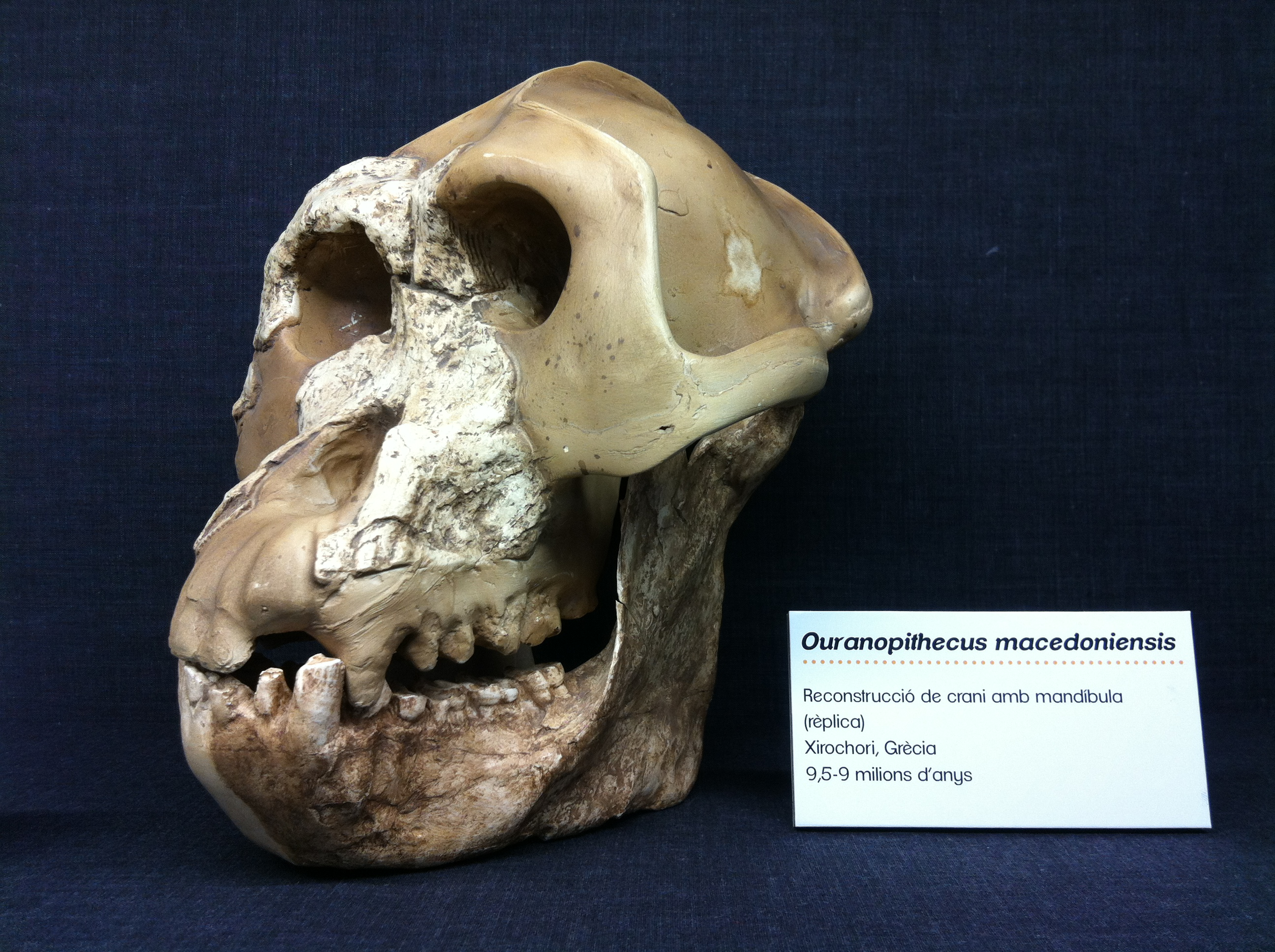
Reconstructie van de schedel aan de hand van vondsten bij Xirochori

### Grootte
Ouranopithecus is een relatief grote mensaap voor het Mioceen. De omvang lijkt ongeveer gelijk te zijn geweest aan die van een moderne gorillavrouw.

### Onderscheidende kenmerken
De oorspronkelijke beschrijving uit 1977 is naar huidige maatstaven verouderd. Ouranopithecus werd voornamelijk afgezet tegen Dryopithecus fontani, een vorm die in feite niet zeer nauw verwant was.
Beide soorten hebben enkele kenmerken gemeen. Hun tandglazuur is zeer dik. De hoektanden zijn relatief klein en steken maar weinig boven het niveau van de achterste tanden uit. Diastemen ontbreken en er is ook geen canine honing complex om de hoektanden te scherpen. Dat zijn zeer interessante eigenschappen want ze zijn uitgesproken afgeleid, dus afwijkend van eerdere mensapen. Ze zijn typerend voor australopitheken, latere aapmensen. Ze suggereren dus dat Ouranopithecus de voorouder is van de mensachtigen. Een andere overeenkomst is dat de bovenste en onderste derde premolaren zwak asymmetrisch zijn. De tandwortels zijn relatief kort. De wortels aan de lipzijde van de vierde premolaren zijn niet vergroeid.
in 1997 gaf David W. Cameron verschillen aan met Graecopithecus. De torus superior, de bovenste versterkende beenring op de achterzijde van de symfyse van de onderkaken, is veel sterker ontwikkeld. De schedel moet ook duidelijk een stuk groter geweest zijn.

#### Onderscheidende kenmerken vanOuranopithecus turkae
In 2007 werden onderscheidende kenmerken van Ouranopithecus turkae aangegeven. De praemaxilla is kort en vrij verticaal. Het verhemelte is smal in verhouding tot het kauwvlak van de achterste tanden. De bovenste derde en vierde premolaar hebben ongeveer dezelfde bouw en hetzelfde geldt voor hun knobbels onderling. De derde bovenste premolaar is ovaal en bijna symmetrisch op het kauwvlak bezien. Bij deze tand is de preparacrista, de rand van het kauwvlak aan de lipzijde die aan de kant van de hoektand ligt, bijna even groot als de postparacrista, de rand aan de kant van de vierde premolaar. Meestal is bij mensapen de preparacrista een stuk langer.
Ouranopithecus turkae onderscheidt zich in het bijzonder van de typesoort O. macedoniensis door nog kleinere hoektanden, kortere hoektanden bij mannen, bovenste voortanden die bijna op een lijn liggen met de hoektanden en wellicht een grotere lichaamsomvang voor mannen.

## Fylogenie

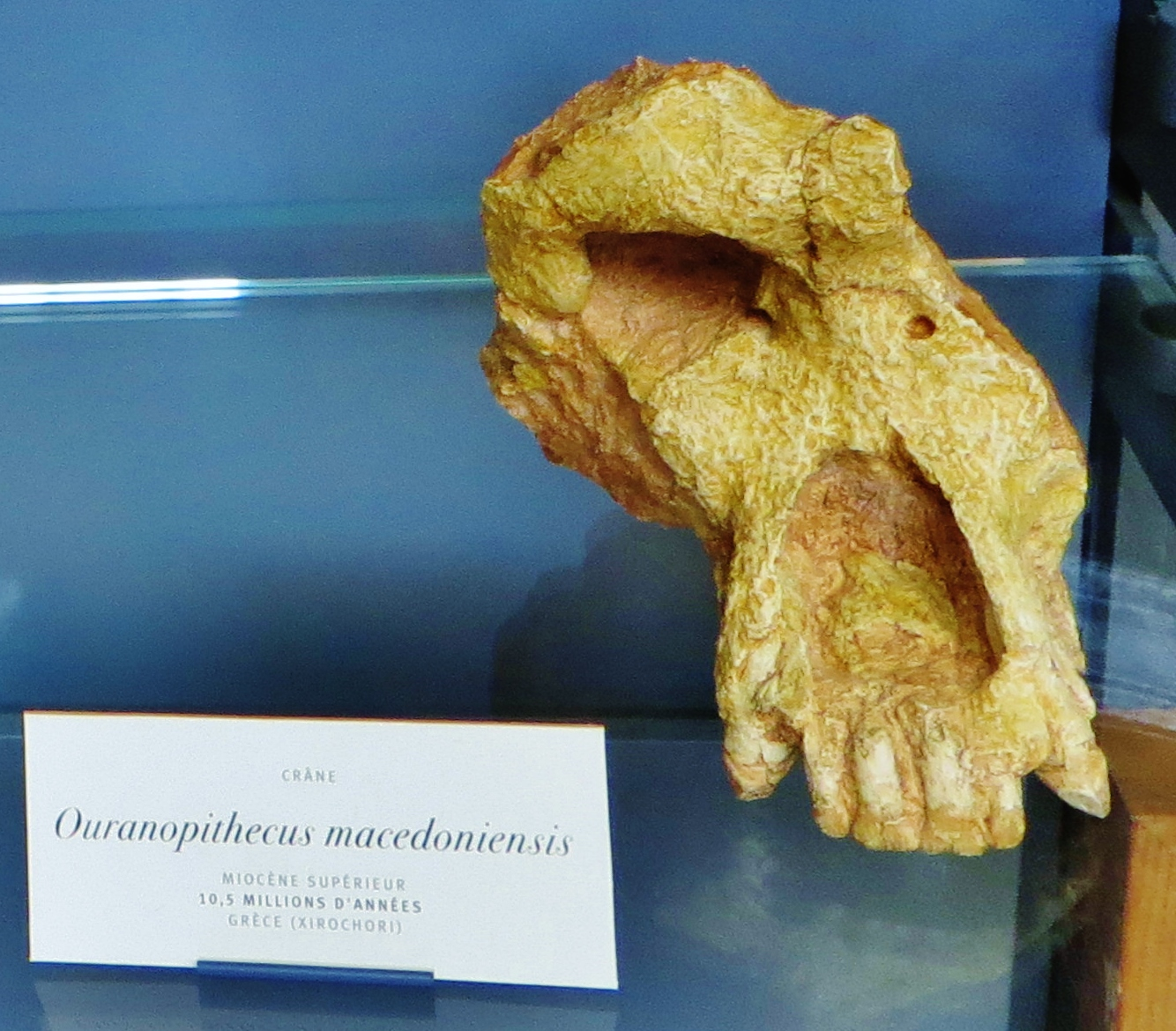
De hoektanden steken slechts matig uit, net als bij vroege aapmensen

In 1977 werd een verband gelegd tussen Ouranopithecus en Sivapithecus, Bodvapithecus en Ramapithecus. In het bijzonder zou er een verwantschap zijn met Gigantopithecus. Deze stellingen waren echter niet gebaseerd op een exacte fylogenetische analyse en weerspiegelden voornamelijk het gebrek aan gegevens.
In 2001 en 2003 werd geopperd dat Ouranopithecus zich op de lijn naar de moderne mens bevond. Dat zou ook goed passen bij zijn geologische ouderdom. Dit maakte deel uit van de hypothese dat na de African Ape Gap Afrika van Europa uit weer met mensapen gekoloniseerd zou zijn. In 2007 werd dat echter weer ontkend. Vroege aapmensen als Australopithecus anamensis en Australopithecus afarensis hebben namelijk een tandvorm die basaler is dan bij Ouranopithecus. Hun kiezen hebben dunner email en ze hebben nog kleine diastemen. Dat maakt het waarschijnlijker dat het dikke email bij Ouranopithecus een geval is van parallelle evolutie.
Desalniettemin kan het geslacht basaal in de Homininae gestaan hebben, zoals getoond door het volgende kladogram. De kroongroepen bestaan uit de laatste gemeenschappelijke voorouders van nog levende soorten en diens nakomelingen. De getallen tussen haakjes geven de vermoedelijke data aan van de splitsingspunten of het moment van uitsterven.
|  | Kenyapithecus (†13 Mya) |
|  |                         |
|  | Sivapithecus (†9)       |
|  |                         |
|  | Kroongroep Ponginae     |
|  |                         |
|  | Ankarapithecus (†9)     |
|  |                         |
|  | Gigantopithecus (†0.1)  |
|  |                         |
|  | Khoratpithecus (†7)     |
|  |                         |

| (12) | \| \| Pierolapithecus (†11) \| \| \| \| \| \| Hispanopithecus (†10) \| \| \| \| |
|      | \| \| Pierolapithecus (†11) \| \| \| \| \| \| Hispanopithecus (†10) \| \| \| \| |
|      | Lufengpithecus (†7)                                                             |
|      |                                                                                 |
|      | Pierolapithecus (†11)                                                           |
|      |                                                                                 |
|      | Hispanopithecus (†10)                                                           |
|      |                                                                                 |

|  | Pierolapithecus (†11) |
|  |                       |
|  | Hispanopithecus (†10) |
|  |                       |

|  | Australopithecus en Homo |
|  |                          |
|  | Pan                      |
|  |                          |

|  | Kroongroep Gorillini |
|  |                      |
|  | Chororapithecus (†)  |
|  |                      |

|  | Australopithecus en Homo |
|  |                          |
|  | Pan                      |
|  |                          |

|  | Kroongroep Gorillini |
|  |                      |
|  | Chororapithecus (†)  |
|  |                      |

|  | Australopithecus en Homo |
|  |                          |
|  | Pan                      |
|  |                          |

|  | Kroongroep Gorillini |
|  |                      |
|  | Chororapithecus (†)  |
|  |                      |

|  | Australopithecus en Homo |
|  |                          |
|  | Pan                      |
|  |                          |

|  | Kroongroep Gorillini |
|  |                      |
|  | Chororapithecus (†)  |
|  |                      |

|  | Kenyapithecus (†13 Mya) |
|  |                         |
|  | Sivapithecus (†9)       |
|  |                         |
|  | Kroongroep Ponginae     |
|  |                         |
|  | Ankarapithecus (†9)     |
|  |                         |
|  | Gigantopithecus (†0.1)  |
|  |                         |
|  | Khoratpithecus (†7)     |
|  |                         |

| (12) | \| \| Pierolapithecus (†11) \| \| \| \| \| \| Hispanopithecus (†10) \| \| \| \| |
|      | \| \| Pierolapithecus (†11) \| \| \| \| \| \| Hispanopithecus (†10) \| \| \| \| |
|      | Lufengpithecus (†7)                                                             |
|      |                                                                                 |
|      | Pierolapithecus (†11)                                                           |
|      |                                                                                 |
|      | Hispanopithecus (†10)                                                           |
|      |                                                                                 |

|  | Pierolapithecus (†11) |
|  |                       |
|  | Hispanopithecus (†10) |
|  |                       |

|  | Australopithecus en Homo |
|  |                          |
|  | Pan                      |
|  |                          |

|  | Kroongroep Gorillini |
|  |                      |
|  | Chororapithecus (†)  |
|  |                      |

|  | Australopithecus en Homo |
|  |                          |
|  | Pan                      |
|  |                          |

|  | Kroongroep Gorillini |
|  |                      |
|  | Chororapithecus (†)  |
|  |                      |

|  | Australopithecus en Homo |
|  |                          |
|  | Pan                      |
|  |                          |

|  | Kroongroep Gorillini |
|  |                      |
|  | Chororapithecus (†)  |
|  |                      |

|  | Australopithecus en Homo |
|  |                          |
|  | Pan                      |
|  |                          |

|  | Kroongroep Gorillini |
|  |                      |
|  | Chororapithecus (†)  |
|  |                      |

Ouranopithecus turkae is wat afgeleider in bouw dan de oudere O. macedoniensis en zou daarvan de directe nakomeling kunnen zijn. Meetsal worden de twee echter gezien als zustersoorten daar een directe afkomst lastig te bewijzen is.

## Levenswijze
Ouranopithecus leefde tijdens een periode waarin het klimaat van Europa steeds droger werd en bossen vervangen werden door graslanden. Het gebit zou zich daaraan hebben kunnen aangepast. Het dikke tandglazuur zou geschikt hebben kunnen zijn om taaier voedsel te vermalen waarbij de onderkaken een cirkelvormige beweging maakten. Dat zou een parallel kunnen hebben in de veranderingen in Oost-Afrika tussen vijf en twee miljoen jaar geleden. De hominiden daar ontwikkelden toen ook een dikker email.